# 3 Will Be Free
3 Will Be Free (tiếng Thái: 3 Will Be Free – สามเราต้องรอด; RTGS: 3 Will Be Free – Sam Rao Tong Rot) là một bộ phim truyền hình Thái Lan phát sóng năm 2019 với sự tham gia của Lapassalan Jiravechsoontornkul (Mild), Way-Ar Sangngern (Joss) và Tawan Vihokratana (Tay).
Bộ phim được đạo diễn bởi Tidakorn Pookaothong và sản xuất bởi GMMTV và Trasher Bangkok. Đây là một trong mười ba dự án phim truyền hình cho năm 2019 được GMMTV giới thiệu trong sự kiện "Wonder Th13teen" vào ngày 5 tháng 11 năm 2018. Bộ phim được phát sóng vào lúc 22:30 (ICT), thứ Sáu trên One 31 và phát lại vào 23:30 (ICT) cùng ngày trên LINE TV, bắt đầu từ ngày 9 tháng 8 năm 2019. Bộ phim kết thúc vào ngày 11 tháng 10 năm 2019.

## Nội dung
Neo (Way-Ar Sangngern), một nam vũ công thoát y lưỡng tính, bắt đầu mối quan hệ tình cảm với Vanika (Inthira Charoenpura), một nữ diễn viên nổi tiếng và là vợ thứ hai của Sia Thana (Sarut Vichitrananda), một nhà bất động sản có tiếng và trùm xã hội đen. Phon (Natthawut Jenmana) và Ter (Chanagun Arpornsutinan), hai sát thủ làm việc cho Thana, được giao nhiệm vụ giết Neo và trừng phạt Vanika. Khi tìm thấy họ, Ter cố gắng bắn Neo, nhưng vô tình bắn chết Vanika. Neo chạy đến câu lạc bộ thoát y nơi anh ta làm việc và bị Phon theo dõi. Trước đó, Shin (Tawan Vihokratana), con trai duy nhất của Thana, người thừa kế bất đắc dĩ của băng đảng của bố mình, đến quán bar trên với bạn và gặp Miw (Lapassalan Jiravechsoontornkul), một người tiếp khách tại quán bar đó. Bạn của Shin trả tiền cho Miw để ngủ với Shin (họ không biết rằng Shin là người đồng tính, và không thực sự ngủ với Miw). Sau đó, Shin và Miw trở lại quán bar. Trong nhà vệ sinh, Shin tình cờ gặp Neo, người đang chạy trốn Phon và anh dường như cũng đã gặp Shin trước đây (tình tiết này sẽ được tiết lộ trong các tập sau của phim). Phon phát hiện ra họ, nhưng anh bị Miw bắn chết. Neo, Miw và Shin cùng nhau trốn thoát và bắt đầu một cuộc hành trình đầy khó khăn, bắt đầu từ một nhà nghỉ ven đường ở Bangkok, đến rừng rậm và đại dương để chạy trốn những kẻ đang tìm kiếm họ.
Cái chết của Phon làm Ter và Mae (Watchara Sukchum), người yêu của Phon, một nữ hầu bàn chuyển giới từ lâu đã muốn Phon rời bỏ cuộc sống của một xã hội đen, vô cùng đau lòng. Mae và Ter thề sẽ trả thù những kẻ đã giết Phon và theo ba người họ vào rừng, nơi họ đang ẩn náu với sự hỗ trợ của Leo (Suphakorn Sriphothong), anh trai Neo. Ba người họ cũng tìm kiếm nơi ẩn náu tại quê của Miw và nhận được sự giúp đỡ từ bạn trai cũ của cô, Luang (Pumipat Paiboon), đồng thời đối phó với Boss John, một ông trùm khác đang có mâu thuẫn trực tiếp với Thana, và anh trai của cha dượng của Miw (người đã cố gắng hãm hiếp cô nhiều năm trước và bị Miw vô tình giết chết). Trong cuộc phiêu lưu này, tình bạn của họ đã phát triển thành một mối quan hệ lãng mạn. Vào cuối phim, cả ba phải đối mặt với hậu quả do họ và những người khác đã gây ra.

## Diễn viên
Dưới đây là dàn diễn viên của bộ phim:

### Diễn viên chính
- Lapassalan Jiravechsoontornkul (Mild) vai Miw
- Way-Ar Sangngern (Joss) vai Neo
- Tawan Vihokratana (Tay) vai Shin

### Diễn viên phụ
- Watchara Sukchum (Jennie) vai Mae
- Chanagun Arpornsutinan (Gunsmile) vai Tur
- Natthawut Jenmana (Max) vai Phon
- Pumipat Paiboon (Prame) vai Luang
- Suphakorn Sriphothong (Pod) vai Leo (anh trai của Neo)
- Jirakit Kuariyakul (Toptap) vai PP
- Sivakorn Lertchoochot (Guy) vai Touch
- Harit Cheewagaroon (Sing) vai James
- Naphon Phromsuwan (Stop) vai Boss John
- Sarut Vijittranon (Big) vai Sia Thana
- Inthira Charoenpura vai Vanika (vợ của Thana)
- Sarocha Watitapun (Tao)
- Penpak Sirikul trong vai mẹ của Miw
- Arisara Wongchalee (Fresh)
- Krittanai Arsalprakit (Nammon) vai Ken

### Khách mời
- Theepisit Mahaneeranon (Khung)
- Pronpiphat Pattanasettanon (Plustor) vai Y tá/Sát thủ

## Nhạc phim
| Tên bài hát          | Thể hiện           | Ref.  |
| -------------------- | ------------------ | ----- |
| ฝากเวลา (Fahk Welah) | The White Hair Cut | [ 8 ] |

## Giải thưởng và đề cử
| Năm  | Giải thưởng    | Hạng mục        | Tác phẩm được đề cử | Kết quả | Ref.         |
| ---- | -------------- | --------------- | ------------------- | ------- | ------------ |
| 2020 | LINE TV Awards | Best Kiss Scene | 3 Will Be Free      | Đề cử   | [ 9 ] [ 10 ] |